# قبريوط (بند بيزنطي)
بند قبريوط (اليونانية: θέμα Κιβυρραιωτῶν)، كان بندًا بيزنطيًا يشمل الساحل الجنوبي لآسيا الصغرى من أوائل القرن الثامن إلى أواخر القرن الثاني عشر. باعتبارها البند البحري الأول والأهم للإمبراطورية البيزنطية (θέμα ναυτικόν، thema nautikon)، فقد خدمت بشكل أساسي في توفير السفن والقوات للبحرية البيزنطية.
يشمل البند الساحل الجنوبي لآسيا الصغرى (تركيا الحديثة)، من جنوب ملطية (التي تنتمي إلى بند تراقيا) إلى حدود الأراضي الحدودية العربية (العواصم) في قيليقية، بما في ذلك المقاطعات الرومانية القديمة في كاريا، وليقيا، وبامفيليا وأجزاء من إيساوريا، بالإضافة إلى دوديكانيز الحديثة. موقعها الجغرافي جعلها موضوع "الخط الأمامي" في مواجهة هجمات الأساطيل الإسلامية في بلاد الشام ومصر، وبالتالي لعبت قريوط دورًا رئيسًا في الجانب البحري للحروب البيزنطية العربية. كانت الأرض، التي كانت معروفة بخصوبتها، تعاني من الغارات العربية المتكررة والمدمرة، والتي أدت إلى إخلاء الريف من السكان إلى حد كبير باستثناء المدن المحصنة والقواعد البحرية.

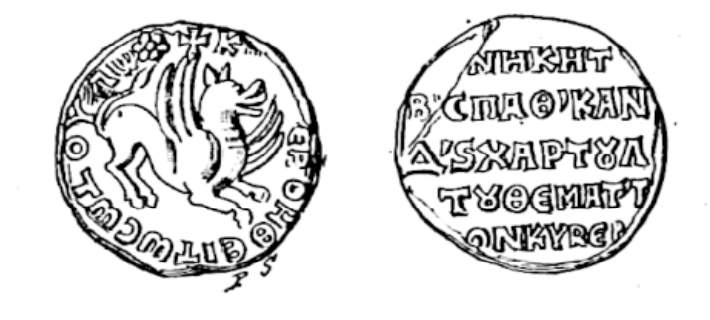
ختم نيكيتاس سبثكنديدتوس الشارتلايوسي من قبيلة سيبيرهايوتس من القرن العاشر/الحادي عشر

حوالي منتصف القرن الحادي عشر، ومع تراجع التهديد البحري الإسلامي، بدأت الأساطيل الإقليمية البيزنطية في الانحدار السريع: تم ذكر أسطول قربيوط آخر مرة في صد غارة روس في عام 1043، وأصبحت المنطقة مقاطعة مدنية بحتة، يرأسها قرطيس [الإنجليزية] ثم دوكس. فقد البند معظم أراضيه لصالح الأتراك السلاجقة بعد معركة ملاذكرد عام 1071، ولكنها استعادتها في عهد ألكسيوس الأول كومنينوس (حكم. 1081–1118 م). ألغى مانويل الأول كومنينوس (حكم. 1143–1180 م) البند أخيرًا، والأراضي في كاريا التابعة لموضوع ميلاسا وميلانووديون [الإنجليزية].